# Axier Guenetxea
Axier Guenetxea Sarain (Aretxableta, 15 mei 1970) is een Spaans voormalig beroepswielrenner. Hij reed voor onder meer Euskadi.

## Belangrijkste overwinningen
1990
- 1e etappe Ronde van Poitou-Charentes
- 4e etappe Ronde van Poitou-Charentes

1991
- Clásica de Almería

1992
- 2e etappe Ronde van Portugal
- 4e etappe Ronde van Portugal
- 5e etappe Ronde van Castilië en León

1993
- Clásica de Sabiñánigo
- 2e etappe Ronde van Portugal (Beloften)
- 3e etappe Ronde van Portugal (Beloften)
- 2e etappe Ronde van Castilië en León

1994
- Trofeo Alcúdia
- 3e etappe Trofeo Joaquim Agostinho

1995
- 4e etappe Ronde van de Algarve
- 8e etappe Ronde van de Algarve
- 1e etappe GP Jornal de Noticias

1996
- 6e etappe Ronde van Alentejo

## Resultaten in voornaamste wedstrijden
| Jaar | Ronde van Italië | Ronde van Frankrijk | Ronde van Spanje |
| ---- | ---------------- | ------------------- | ---------------- |
| 1995 |                  |                     | opgave           |
| 1996 |                  |                     | 95e              |